# Córdoba Open 2020
Córdoba Open 2020 byl tenisový turnaj mužů na profesionálním okruhu ATP Tour, hraný v areálu Estadio Mario Alberto Kempes na otevřených antukových dvorcích. Probíhal mezi 3. až 9. únorem 2020 v argentinské Córdobě jako druhý ročník turnaje.
Řadil se do kategorie ATP Tour 250. Do dvouhry nastoupilo dvacet osm hráčů a ve čtyřhře startovalo šestnáct párů. Celkový rozpočet činil 610 010 eur. Nejvýše nasazeným hráčem ve dvouhře se stal čtrnáctý tenista světa Diego Schwartzman z Argentiny, jenž dohrál ve finále. Jako poslední přímý účastník do singlové soutěže nastoupil 133. hráč žebříčku, Maďar Attila Balázs.
Třetí titul na okruhu ATP Tour vybojoval 23letý Chilan Cristian Garín. Druhou společnou trofej ze čtyřhry ATP si odvezl brazilsko-nizozemský pár Marcelo Demoliner a Matwé Middelkoop, jehož členové navázali na triumf z moskevského Kremlin Cupu 2019.

## Rozdělení bodů
| Soutěž  | vítězové | finalisté | semifinalisté | čtvrtfinalisté | 16 v kole | 32 v kole | Q  | Q2 | Q1 |
| ------- | -------- | --------- | ------------- | -------------- | --------- | --------- | -- | -- | -- |
| dvouhra | 250      | 150       | 90            | 45             | 20        | 0         | 12 | 6  | 0  |
| čtyřhra | 250      | 150       | 90            | 45             | 0         | —         | —  | —  | —  |

### Finanční odměny
| Soutěž                              | vítězové | finalisté | semifinalisté | čtvrtfinalisté | 16 v kole | 32 v kole | Q2      | Q1      |
| ----------------------------------- | -------- | --------- | ------------- | -------------- | --------- | --------- | ------- | ------- |
| dvouhra                             | 91 625 € | 50 710 €  | 28 540 €      | 16 250 €       | 9 320 €   | 5 450 €   | 2 665 € | 1 385 € |
| čtyřhra                             | 30 900 € | 15 840 €  | 8 580 €       | 4 910 €        | 2 880 €   | —         | —       | —       |
| částka ve čtyřhře je uvedena na pár |          |           |               |                |           |           |         |         |

## Dvouhra mužů

### Nasazení
| Stát                          | Hráč                 | ATP | Nasazení |
| ----------------------------- | -------------------- | --- | -------- |
| Argentina                     | Diego Schwartzman    | 14. | 1.       |
| Argentina                     | Guido Pella          | 25. | 2.       |
| Chile                         | Cristian Garín       | 36. | 3.       |
| Srbsko                        | Laslo Djere          | 40. | 4.       |
| Španělsko                     | Albert Ramos-Viñolas | 42. | 5.       |
| Uruguay                       | Pablo Cuevas         | 46. | 6.       |
| Španělsko                     | Fernando Verdasco    | 51. | 7.       |
| Argentina                     | Juan Ignacio Londero | 52. | 8.       |
| Žebříček ATP k 20. lednu 2020 |                      |     |          |

### Jiné formy účasti
Následující hráčí obdrželi divokou kartu do hlavní soutěže:
- Pedro Cachín
- Francisco Cerúndolo
- Cristian Garín

Následující hráči postoupili z kvalifikace:
- Facundo Bagnis
- Juan Pablo Ficovich
- Pedro Martínez
- Carlos Taberner

Následující hráči postoupili z kvalifikace jako tzv. šťastní poražení:
- Federico Gaio
- Filip Horanský

### Odhlášení
před zahájením turnaje
- Roberto Carballés Baena → nahradil jej  Federico Gaio
- Francisco Cerúndolo → nahradil jej  Filip Horanský
- Nicolás Jarry → nahradil jej  Federico Coria
- Casper Ruud → nahradil jej  Attila Balázs

## Mužská čtyřhra

### Nasazení
| Stát                                                                                   | Hráč              | Stát       | Hráč             | ATP  | Nasazení |
| -------------------------------------------------------------------------------------- | ----------------- | ---------- | ---------------- | ---- | -------- |
| Argentina                                                                              | Máximo González   | Francie    | Fabrice Martin   | 59.  | 1.       |
| Belgie                                                                                 | Sander Gillé      | Belgie     | Joran Vliegen    | 81.  | 2.       |
| Brazílie                                                                               | Marcelo Demoliner | Nizozemsko | Matwé Middelkoop | 105. | 3.       |
| Argentina                                                                              | Leonardo Mayer    | Argentina  | Andrés Molteni   | 117. | 4.       |
| Žebříček ATP k 20. lednu 2020; číslo je součtem žebříčkového postavení obou členů páru |                   |            |                  |      |          |

### Jiné formy účasti
Následující páry obdržely divokou kartu do hlavní soutěže:
- Pedro Cachín /  Juan Pablo Ficovich
- Andrea Collarini /  Facundo Mena

Následující pár nastoupil z pozice náhradníka:
- Federico Gaio /  Pedro Martínez
- Alessandro Giannessi /  Gianluca Mager

### Odhlášení
před zahájením turnaje
- Roberto Carballés Baena
- Gianluca Mager
- Facundo Mena

v průběhu turnaje
- Guido Pella
- Albert Ramos-Viñolas

## Přehled finále

### Mužská dvouhra
- Cristian Garín vs.  Diego Schwartzman, 2–6, 6–4, 6–0

### Mužská čtyřhra
- Marcelo Demoliner /  Matwé Middelkoop vs.  Leonardo Mayer /  Andrés Molteni, 6–3, 7–6(7–4)